# Othello (film, 1981)
Pour les articles homonymes, voir Othello.
Pour plus de détails, voir Fiche technique et Distribution.
Othello (titre original : The Tragedy of Othello, the Moor of Venice) est un film américain, réalisé par Franklin Melton, est sorti directement en vidéo en 1981.

## Fiche technique
- Titre français : Othello
- Titre original : The Tragedy of Othello, the Moor of Venice
- Pays d'origine :  États-Unis
- Année : 1981
- Réalisation : Franklin Melton
- Histoire : William Shakespeare, d'après sa pièce éponyme
- Production : Jack Nakano
- Producteur associé : Ken Kuta
- Société de production : "Bard Productions"
- Musique : John Serry Jr.
- Montage : Linda Blackson et John Neal
- Maquillage : Wendy Osmundson (makeup artist)
- Langue : anglais
- Format : Couleur
- Genre : Drame
- Durée : 195 minutes
- Dates de sortie :

## Distribution
- William Marshall : Othello
- Ron Moody : Iago
- Jenny Agutter : Desdémone
- DeVeren Bookwalter : Cassio
- Joel Asher : Roderigo
- Peter MacLean : Brabantio
- Michael Hayward : Montano
- Leslie Paxton : Emilia
- Phillip Persons : Lodovico
- Jay Robinson : Duc de Venise